# Tuckermanella coralligera
Tuckermanella coralligera är en lavart som först beskrevs av W. A. Weber, och fick sitt nu gällande namn av Essl. Tuckermanella coralligera ingår i släktet Tuckermanella och familjen Parmeliaceae.   Inga underarter finns listade i Catalogue of Life.